# 谢尔盖·伊万诺维奇·莫罗佐夫
谢尔盖·伊万诺维奇·莫罗佐夫（羅馬化：Sergey Ivanovich Morozov；1959年9月6日—）是俄罗斯政治人物，现任国家杜马议会议员。2005年1月6日至2021年4月8日，他担任第三任乌里扬诺夫斯克州州长。

## 生平
1980年在苏联太平洋舰队服完兵役后，他于1981年从联盟法学院毕业1981年至2000年间，他在乌里扬诺夫斯克州内政部工作，后来成为当地缉毒局局长。莫罗佐夫于2000年当选为季米特洛夫格勒市长，并于2004年当选为乌里扬诺夫斯克州长。他已婚，育有两子一女。
莫罗佐夫对宣传在乌里扬诺夫斯克举行的2016年世界班迪球锦标赛相关的文化活动特别感兴趣。

## 制裁
莫罗佐夫于2022年因俄乌战争而受到美国财政部制裁。